# Клёновский
Клёновский — посёлок в Дятьковском районе Брянской области, в составе Старского городского поселения.

## География
Расположен в 9 км к юго-западу от пгт Старь. 

## История
В XIX веке в этих местах (примерно в 2,5 км к северу от посёлка) существовала деревня Клённая, в которой с 1839 года действовала стекольная фабрика. К началу XX века этих деревни и фабрики уже не существовало, упоминается лишь лесная сторожка Ново-Клённая (несколько западнее, чем бывшая деревня). Современный посёлок основан в середине XX века. В 1964 году Указом Президиума ВС РСФСР поселок 13 километра Урицкой железной дороги переименован в Клёновский. До 1960 года входил в состав Чернятичского сельсовета, в 1960—1971 годах — Слободищенского с/с.
В 1968 году в состав посёлка была включена деревня Годуновка.

## Население
| 2010 | 2013 | 2014 | 2015 | 2016 | 2017 | 2018 | 2019 | 2020 |
| ---- | ---- | ---- | ---- | ---- | ---- | ---- | ---- | ---- |
| 25   | ↘18  | ↘17  | →17  | ↘16  | ↘12  | ↘11  | ↗16  | →16  |
| 2021 |      |      |      |      |      |      |      |      |
| ↘0   |      |      |      |      |      |      |      |      |